# Peutow
Peutow is een bestuurslaag in het regentschap Aceh Timur van de provincie Atjeh, Indonesië. Peutow telt 400 inwoners (volkstelling 2010).